# アンディ・ボンディ
アンディ・ボンディ（Andy Bondy、1949年7月27日 - ）は、アメリカ合衆国の応用行動分析家、ピラミッド教育コンサルタント社の共同創設者および代表、ケンブリッジ行動研究センター（Cambridge Center for Behavioral Studies）の理事会副会長。1985年に自閉スペクトラム症（ASD）の人々のための視覚的コミュニケーション手法であるPECSを妻のロリ・フロストと共に開発した。

## 経歴
1949年7月27日、ニューヨーク州クイーンズ区に生まれる。1967年にブロンクス科学高等学校卒業後、ニューヨーク州立大学ストーニーブルック校に進学。大学では当初物理学を専攻していたが、1969年の夏にニューヨーク州のキャンプで自閉症の少年と関わった経験をきっかけに心理学へ転向。1971年から1975年までノースカロライナ大学グリーンズボロ校にてアーロン・ブラウンスタインとリチャード・シュールの指導のもと、実験心理学を専攻し、修士号および博士号を取得。1976年にカンザス大学メディカルセンターで臨床研修を修了した。
その後、デラウェア州において14年間にわたり、自閉症児のための教育プログラムの開発と指導に携わり、同州全域を対象とした公立学校教育プログラムのディレクターを務めた。教育者、心理士、言語聴覚士、応用行動分析の専門家をまとめ、効果的な教育環境の構築に努めた。
この教育経験を基に、妻であり言語聴覚士のロリ・フロスト（Lori Frost）と共に1985年にPECSを開発。さらに、行動分析学と臨床実践を統合した教育モデル「ピラミッド教育アプローチ（The Pyramid Approach to Education）」を提唱し、2002年にベス・サルザーアザロフとの共著で出版した。

## 著書
- 『PECSトレーニングマニュアル』
- 『教育へのピラミッドアプローチ　役に立つABA入門』
- 『自閉症児と絵カードでコミュニケーション　PECSとAAC』
- 『自閉症児と絵カードでコミュニケーション　PECSとAAC　第2版』
- 『Pyramid Approach to Education: Lesson Plans for Young Children』（2002年）ケイト・ディッキー他との共著
- 『The Pyramid Approach to Education in Autism』（2002年）ベス・サルザー＝アザロフとの共著
- 『Autism 24/7: A Family Guide to Learning at Home and in the Community』（2008年）
- 『Pictures Worth: PECS & Other Visual Communication Strategies in Autism』（2011年）ロリ・フロストとの共著
- 『Teaching Social Skills to People with Autism: Best Practices in Individualizing Interventions』（2013年）メアリー・ジェーン・ワイスと共編
- 『Autism Spectrum Disorders in Adolescents and Adults: Evidence-Based and Promising Interventions』（2014年）マット・ティンカーニと共編